# Alexander Gosztonyi
Alexander Gosztonyi (* 22. November 1925 in Budapest; † 6. Oktober 2011) führte über 40 Jahre eine Praxis als Lebensberater und Rückführungstherapeut in Zürich. Darüber hinaus leitete er Seminare und Ausbildungen. Er veröffentlichte zu naturwissenschaftlichen Themen, Philosophie, Psychologie, Theologie und Religionsgeschichte.

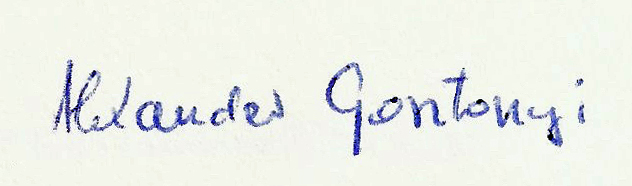
Alexander Gosztonyi. Signatur 1974

## Leben
Gosztonyi studierte an der Technischen Hochschule Budapest und der Technischen Hochschule Wien Mathematik und Physik. Außerdem absolvierte er ein Studium der Philosophie an der Universität Zürich, wo er 1953 mit einer Dissertation über die Struktur des Denkens promovierte. Nach seiner Ausbildung war er als Mathematiklehrer an einer Schule tätig. Er hielt Seminare und Vorträge, führte eine Praxis für Lebensberatung und Rückführungstherapie und verfasste Sachbücher, vorwiegend zu philosophischen, psychologischen und  esoterischen Themen. Sein Buch Der Raum. Geschichte seiner Probleme in Philosophie und Wissenschaften (1976) wurde von Hermann Schmitz in einer ausführlichen Rezension gewürdigt und zugleich deutlich kritisiert. 1984 lernte er seine Frau Rita Maria Gosztonyi-Schmid kennen, die ihn auch beruflich unterstützte.

## Werke
- Der Mensch und die Evolution – Teilhard de Chardins philosophische Anthropologie. Verlag C.H. Beck, München, 1968.
- Der Mensch in der modernen Malerei – Versuche zur Philosophie des Schöpferischen. Verlag C.H. Beck, München, 1970, ISBN 3-406-02470-X.
- Grundlagen der Erkenntnis. – Analyse der Fundamente der Wahrnehmung und Erkenntnis, Darstellung von Aufbau und Leistungsfähigkeit der Sinne, der Leiblichkeit und des Bewusstseins, Verlag C.H. Beck, München 1972, ISBN 3-406-02491-2.
- Andrea D’Aterno-Landschaftsmalerei. Kunst: La paesaggistica 1972–79, Deutsch-Italienisch, Edizioni Bora-Bologna
- Der Mensch und sein Schicksal – Grundzüge von Leopold Szondis Philosophie und Wissenschaften. Origo Verlag Zürich, 1974, ISBN 3-282-00017-0.
- Der Raum. Geschichte seiner Probleme in Philosophie und Wissenschaften. Angesprochene Fachgebiete: Philosophie, Psychologie, Mathematik, Physik, Astronomie, Theologie, Geschichte. Das Werk ist eine umfassende Darstellung und Analyse vieler philosophischer und wissenschaftlicher Probleme und Theorien, die sich im Laufe der Geschichte von der Antike bis heute aus der Frage nach Wesen und Beschaffenheit des Raumes ergeben haben. (Orbis academicus I/14, Band 1 und 2) Verlag Karl Alber, Freiburg i. Br./ München 1976, ISBN 3-495-47202-9.
- Die Welt der Reinkarnationslehre: Das umfassende Grundlagenwerk zur Geschichte, Beweisbarkeit und Praxis der Reinkarnationslehre sowie ihre Bedeutung für Psychologie und das Weltbild des Christentums. Windpferd Verlag, 1999, ISBN 3-89385-319-7.
- Grundlagen und Praxis der Rückführungstherapie – Das Schicksal des Menschen aus Sicht der Reinkarnationslehre. Windpferd Verlag, 2009, ISBN 978-3-89385-595-7.
- Das grosse Buch der Seele – Evolution, Bewusstsein und transzendentale Intelligenz. Windpferd Verlag, 2013, ISBN 978-3-86410-032-1.
- Das Vaterunser – Einsichten in die wirkliche Bedeutung des Evangeliums. Windpferd Verlag, 4. Auflage 2014, ISBN 978-3-86410-071-0.
- Grossartiger Weg der Seele – Sieben Stufen zur inneren Vollendung. Windpferd Verlag, 2016, ISBN 978-3-86410-131-1.
- Betrachte Dich mit den Augen der Liebe – Deine Seele ist kein unbeschriebenes Blatt. Windpferd Verlag, 2017, ISBN 978-3-86410-159-5. (Online)

### Beiträge
- Philosophische Anthropologie heute, Verlag C.H. Beck, 1972: Die Anthropologie Teilhard de Chardins
- Grundzüge der mystischen Erfahrung – Versuch zu einer Anthropologie der Mystik, Verlag Herder, 1976: Mystische Erfahrung